# Tiankoura (département)
Tiankoura est un département du Burkina Faso situé dans la province Bougouriba et dans la région du Djôrô.

## Villages
Le département comprend un village chef-lieu  :
- Tiankoura (505 habitants)

et 36 autres villages :
- Balambiro
- Bombara
- Dangbara
- Diébiro
- Diourao
- Elfora
- Gongoura
- Guimbissenao
- Kankoura
- Kanséo
- Kimpéo
- Kolonkoura
- Kouloh
- Kourguénou
- Kourou
- Kpolo
- Lobignonao
- Minao
- Niempiro
- Nkinora
- Ntonhiro
- Odara
- Orkounou
- Palembéra
- Séhintiro
- Sinkiro
- Sounkpourouna
- Tinguéra
- Tiopanao
- Tioyo
- Tordiéra
- Uléo
- Waltièra
- Wangara
- Yèbèlèla
- Yèlèla